# Zelotingis
Zelotingis is een geslacht van wantsen uit de familie van de Tingidae (Netwantsen). Het geslacht werd voor het eerst wetenschappelijk beschreven door Drake & Hambleton in 1946.

## Soorten
Het genus is monotypisch en bevat alleen de volgende soort:

- Zelotingis aspidospermae (Drake & Hambleton, 1934)